# Arnold F. Riedhammer
Arnold F. Riedhammer (* 1947 in Somerville (New Jersey)) ist ein deutsch-amerikanischer Musiker, Komponist und Arrangeur. Er war Solo-Schlagzeuger der Münchner Philharmoniker und der Gruppe Blechschaden.

## Leben
Riedhammer wurde in Somerville (New Jersey) als Sohn deutsch-amerikanischer Eltern geboren und erhielt schon
mit acht Jahren Schlagzeugunterricht. Im Jahre 1958 kehrte die Familie nach Deutschland zurück. Von 1966 bis 1970 studierte er am Richard-Strauss-Konservatorium München und bestand 1970 sein Examen mit Auszeichnung der Stadt München. 1980 absolvierte er die Solisten-Reifeprüfung im Fach Solo-Schlagzeug an der Hochschule für Musik Trossingen.
Von 1970 bis 1971 war er Solo-Pauker der Nürnberger Symphoniker, von 1971 bis 1974 Solo-Pauker im Beethoven Orchester Bonn. Ab 1974 war er Solo-Schlagzeuger und Pauker der Münchner Philharmoniker und Dozent an der Musikhochschule München. Er spielte zahlreiche Solo-Schlagzeugkonzerte im In- und Ausland. 1978 sendete das ZDF das Schlagzeugkonzert von André Jolivet mit Riedhammer und den Bamberger Symphonikern.
Als Schlagzeuger im Sinfonieorchester spielte er Konzerte und Aufnahmen mit Dirigenten wie Leonard Bernstein, Sergiu Celibidache, Colin Davis, James Levine, Herbert von Karajan, Lorin Maazel, Zubin Mehta, Seiji Ozawa, Wolfgang Sawallisch, Sir Georg Solti und Christian Thielemann.
In der Pop- und Rockmusik spielte er Konzerte und Aufnahmen mit unter anderem The Rolling Stones, Freddie Mercury and Queen, Liza Minnelli, Donna Summer, Henry Mancini, Udo Jürgens und Chris de Burgh.
Er spielte zahlreiche Produktionen von Schlagzeugkonzerten mit den Münchner Philharmonikern beim Bayerischen Rundfunk ein. Mit der Gruppe „Blechschaden“, den Blechbläsern der Münchner Philharmoniker, erhielt er zweimal den Deutschen Schallplattenpreis Echo.

## Auszeichnungen
- 1981: Staatspreis für Schlagzeug

## Werke (Auswahl)
- „The Challenge“ for Solo Snare Drum, Zimmermann Musikverlag, Frankfurt
- „Drums for Fun“, Zimmermann Musikverlag, Frankfurt
- „Rudimental Rumble“, Verlag MostlyMarimba, USA

- „Groovin’ Timps“, Verlag MostlyMarimba, USA

- „Duel“ (Percussion duel), Verlag Kendor Music, Inc., USA
- „Good Vibe-Brations“ Solo for Vibraphon, Verlag Kendor Music, Inc., USA
- „Rudimental Rumble Duet“, Verlag AFR Music, München
- „Rudimental Groove“, Verlag AFR Music, München
- „London Timps“, Verlag AFR Music, München

## Diskografie
- Percussion Goes Pop, Koch Classics 3-6413-2